# Ashari Danudirdjo

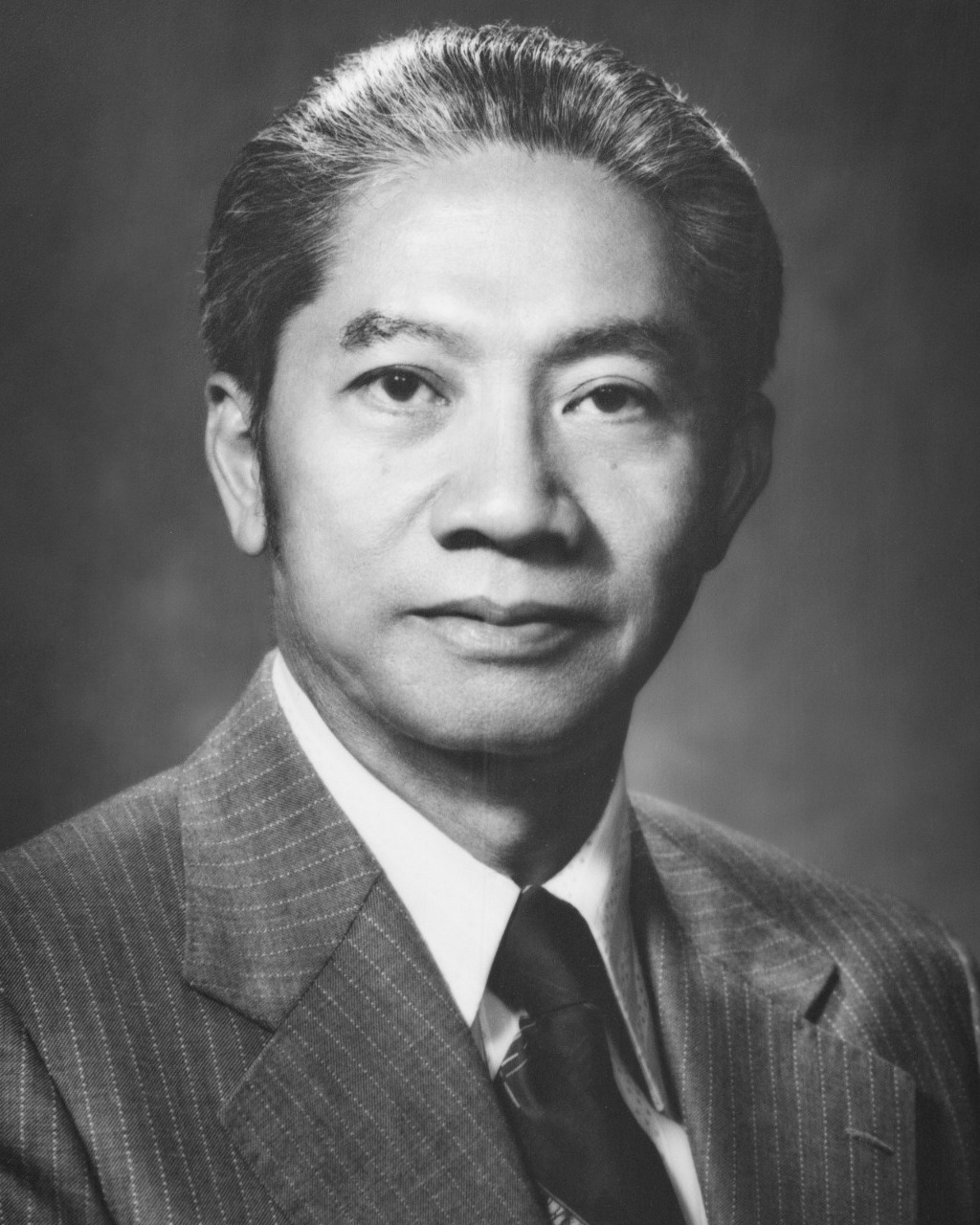
Ashari Danudirdjo (1978)

Ashari Danudirdjo (* 3. November 1922 in Semarang; † 2. April 2010 in Jakarta) war ein indonesischer Segelsportler, Generalleutnant, Politiker und Diplomat.

## Biografie
Nach dem Schulbesuch trat er in den Dienst der Streitkräfte Indonesiens (Tentara Nasional Indonesia (TNI)) und war unter anderem Kommandeur eines Bataillons in Jawa Tengah. Später stieg er zum Brigadegeneral sowie 1967 zum Generalmajor auf. Zuletzt war er Generalleutnant (Letnan Jenderal) der TNI.
Danudirdjo nahm an den Olympischen Sommerspielen 1960 in Rom an den Segelwettbewerben teil. Zusammen mit Josef Muskita und Eri Sudewo belegte er den 26. Platz in der Drachen-Klasse.
Später wurde er politisch aktiv und wurde am 27. August 1964 zum Minister für die Textilindustrie in die Regierung von Präsident Sukarno berufen und bekleidete dieses Amt bis zum 28. März 1966. Am 27. März 1966 wurde er im Rahmen einer Regierungsumbildung von Präsident Sukarno zum Handelsminister ernannt. Präsident Suharto ernannte ihn dann nach einer erneuten Kabinettsumbildung am 11. Oktober 1967 zum Minister für Basisindustrie, Leichtindustrie und Energie. Dem Kabinett Suharto gehörte er schließlich bis zum 6. Juni 1968 an.
Darüber hinaus war er vom 15. Februar 1978 bis zum 12. Juli 1982 Botschafter in den Vereinigten Staaten von Amerika. Sein Beglaubigungsschreiben übergab er dabei am 15. Februar 1978 zusammen mit anderen neu akkreditierten Botschaftern an US-Präsident Jimmy Carter. Kurz vor dem Ende seiner Amtszeit kam es im Juni 1982 zur Einweihung des neuen Botschaftsgebäudes.
1999 erschien seine Autobiografie unter dem Titel „Antara tugas dan hobi“.